# Jožo Ráž
Jožo Ráž (vlastním jménem Jozef Ráž, * 24. října 1954 Bratislava) je slovenský zpěvák, hudebník a frontman slovenské skupiny Elán, kde vystupuje jako baskytarista a zpěvák.

## Životopis
Jožo Ráž se narodil 24. října 1954 v Bratislavě. Vystudoval psychologii na Univerzitě Komenského v Bratislavě. V roce 1968 založil společně s Vašem Patejdlem skupinu Elán. 
Dne 20. června 1999 byl účastníkem bratislavské dopravní nehody, kterou nezavinil. Po mixování písně „Voda, čo ma drží nad vodou“ se vracel ze studia na motorce Yamaha. Němec Hans-Jörg Falk mu ve voze Opel Astra nedal přednost, když přes zákaz odbočoval, a Ráž se s ním v plné rychlosti střetl. Po nehodě podstoupil devítihodinovou operaci mozku a obličeje. Německý soud Falkovi vyměřil pokutu 4,5 tisíce marek. Ráž byl po dvou měsících probuzen z umělého spánku a vrátil se do skupiny Elán. Kapela naposledy koncertovala v roce 2018 a následně začal vystupovat jen příležitostně. Účastnil se také automobilových závodů na okruhu, v nichž se stal mistrem Slovenska ve třídě 1600 N.

### Rodina
Jeho syn Jozef Ráž ml. je politik, v březnu 2018 byl nominován na funkci slovenského ministra vnitra za stranu SMER – sociálna demokracia, ale tehdejší prezident Andrej Kiska jeho jmenování odmítl. V říjnu 2023 se stal ministrem dopravy ve čtvrté vládě Roberta Fica.